# Daglega
Daglega är en plats där skymnings- eller nattaktiva djur ligger i skydd under dagen. Det är inget permanent bo som rede, gryt eller ide utan bara en skyddad plats under till exempel en buske, eller kanske i ett träd eller snår. Olika faktorer avgör var olika djur söker sin daglega och olika djur tar också daglega på olika sätt, vissa djur har tillfälliga daglegor, andra kan återvända till någon favoritplats inom reviret. En del djur stannar inte i samma daglega hela dagen, utan rör sig då och då en bit och har ett par olika daglegor.
Nattlega är den liggplats där ett (vilt) djur vilar eller vilat under natten. Exempel på ett nattaktivt djur som tillbringar dygnets ljusa timmar i en daglega är morkullan, en fågel inom gruppen snäppor.  